# Велика Румъния (партия)
Партия Велика Румъния е румънска националистическа партия, неин председател е Корнелиу Вадим Тудор. Партията е основана през 1991 година от Корнелиу Тудор и писателя Еуген Барбу, който преди това издава списание Велика Румъния.

## Избори
На първите за Румъния, избори за европейски парламент през 2007 година, партията вкарва 5-а евродепутати. Но на следващите избори през 2009 година вкарва двама.

### Парламентарни
| година | гласоподаватели | мандати |
| ------ | --------------- | ------- |
| 1992   | 5,9%            | 22      |
| 1996   | 6,46%           | 27      |
| 2000   | 23,48%          | 126     |
| 2004   | 12,92%          | 45      |
| 2008   | 3,15%           | 0       |
| 2012   | 1,24%           | 0       |
| 2016   | 1,04%           | 0       |